# القرية (حالمين)

تعديل مصدري - تعديل

القرية هي إحدى قرى عزلة حبيل الريدة بمديرية حالمين التابعة لمحافظة لحج، بلغ تعداد سكانها 258 نسمة حسب تعداد اليمن لعام 2004.